# TNA King of the Mountain Championship

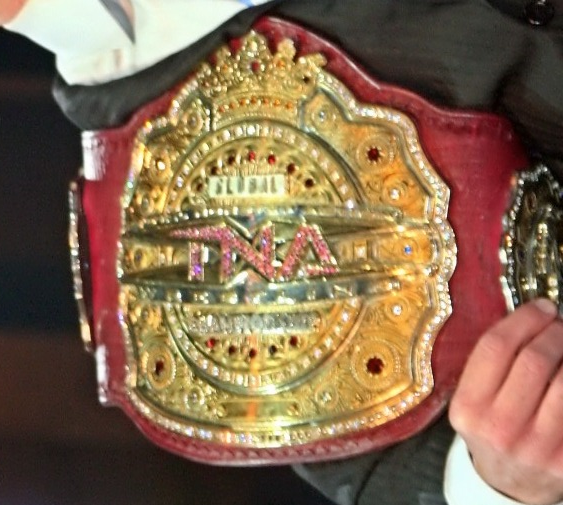
Cintura del detentore del titolo

Il TNA King of the Mountain Championship è stato un titolo difeso nella Total Nonstop Action Wrestling, federazione di wrestling statunitense e fu introdotto da Booker T il 23 ottobre 2008 durante un episodio di Impact! e dove oltre a dichiararsi il primo campione lo annunciò per la prima volta con il nome di TNA Legends Championship.
Durante il pay-per-view Bound for Glory IV del 12 ottobre 2008 Booker T si fece vedere più volte con in mano una valigetta ventiquattrore chiusa che poi passò nelle mani della moglie (Sharmell) e che una volta ridata Booker T durante un combattimento questi la usò per colpire A.J. Styles e vincere un Three-way match in cui combatteva anche Christian Cage. 

Valigetta che aprì lo stesso Booker T nella puntata di Impact! del 23 ottobre 2008 per rivelarne il contenuto misterioso ed autoploclamarsi di esserne il detentore.
La vita del titolo TNA fu piuttosto breve e travagliata in quanto cambiò spesso nome e per buona parte della sua esistenza rimase disattivato.

## Storia del nome
| Data            | Nome assegnato                        | Decisione e Riferimenti               |
| --------------- | ------------------------------------- | ------------------------------------- |
| 23 ottobre 2008 | TNA Legends Championship              | Booker T (autoproclamatosi detentore) |
| 29 ottobre 2009 | TNA Global Championship               | Eric Young                            |
| 22 luglio 2010  | TNA Television Championship           | A.J. Styles                           |
| 03 luglio 2014  | (Titolo ritirato)                     | Kurt Angle                            |
| 28 giugno 2015  | TNA King of the Mountain Championship | Jeff Jarrett                          |

## Albo d'oro
| Wrestler         | Regni | Data              | Località  | Note |
| ---------------- | ----- | ----------------- | --------- | --- |
| Booker T         | 1°    | 23 ottobre 2008   | Las Vegas | Impact! |
| A.J. Styles      | 1°    | 15 marzo 2009     | Orlando   | Destination X |
| Kevin Nash       | 1°    | 20 luglio 2009    | Orlando   | Victory Road |
| Mick Foley       | 1°    | 22 luglio 2009    | Orlando   | Impact! |
| Kevin Nash       | 2°    | 16 agosto 2009    | Orlando   | Hard Justice |
| Eric Young       | 1°    | 18 ottobre 2009   | Irvine    | Bound for Glory. In seguito la cintura è stata rinominata "TNA Global Championship".                                                  |
| Rob Terry        | 1°    | 27 gennaio 2010   | Cardiff   | House Show |
| A.J. Styles      | 2°    | 22 luglio 2010    | Orlando   | Impact! |
| Douglas Williams | 1°    | 5 dicembre 2010   | Orlando   | Final Resolution 2010 |
| Abyss            | 1°    | 9 gennaio 2011    | Orlando   | TNA Genesis 2011 |
| Vacante          | —     | 17 marzo 2011     | Orlando   | Impact! |
| Gunner           | 1°    | 17 marzo 2011     | Orlando   | Impact! |
| Eric Young       | 2°    | 26 maggio 2011    | Orlando   | Impact! |
| Robbie E         | 1°    | 13 novembre 2011  | Orlando   | Turning Point 2011 |
| Devon            | 1°    | 18 marzo 2012     | Orlando   | Victory Road 2012 |
| Vacante          | —     | 26 settembre 2012 | Orlando   | Rescissione del contratto tra TNA e Devon                                                                                             |
| Samoa Joe        | 1°    | 27 settembre 2012 | Orlando   | Sconfigge Mr. Anderson a Impact Wrestling per vincere il titolo vacante.                                                              |
| Devon            | 2°    | 6 dicembre 2012   | Orlando   | A Impact Wrestling. |
| Abyss            | 2°    | 2 giugno 2013     | Boston    | Slammiversary XI |
| Ritirato         | —     | 3 luglio 2014     | —         | Il direttore esecutivo della TNA Kurt Angle ritira il titolo.                                                                         |
| Jeff Jarrett     | 1°    | 28 giugno 2015    | Orlando   | Slammiversary 2015. Titolo riattivato con il nome di "TNA King of the Mountain Championship".                                         |
| Vacante          | —     | 27 luglio 2015    | Orlando   | Il titolo è stato reso vacante dopo che Jeff Jarrett è diventato il general manager della TNA.                                        |
| PJ Black         | 1°    | 27 luglio 2015    | Orlando   | PJ Black ha sconfitto Lashley, Chris Mordetzky, Eric Young e Robbie E in un King of the Mountain match per vincere il titolo vacante. |
| Bobby Roode      | 1°    | 28 luglio 2015    | Orlando   | In onda il 2 settembre 2015. |
| Eric Young       | 3°    | 6 gennaio 2016    | Bethlehem | In onda il 12 gennaio 2016. |
| Bram             | 1°    | 19 marzo 2016     | Orlando   | In onda il 12 aprile 2016. |
| Eli Drake        | 1°    | 23 aprile 2016    | Orlando   | In onda il 31 maggio 2016. |
| James Storm      | 1°    | 14 luglio 2016    | Orlando   | In onda il 4 agosto 2016 |
| Lashley          | 1°    | 11 agosto 2016    | Orlando   | In onda il 18 agosto 2016, Lashley unifica il TNA King of the Mountain Championship con il TNA World Heavyweight Championship         |
| Disattivato      | —     | 13 agosto 2016    | Orlando   | In onda il 18 agosto 2016, il presidente TNA Billy Corgan ritira il titolo annunciando la nuova cintura TNA Grand Championship        |